# Jabłonów (obwód iwanofrankiwski)
Jabłonów (ukr. Яблунів) – osiedle typu miejskiego w rejonie kosowskim obwodu iwanofrankiwskiego Ukrainy, na Pokuciu. 

## Historia
W miejscowości działa fabryka kilimów. 
W 1826 w miejscowości urodził się Maksymilian Nowicki – polski zoolog, profesor Uniwersytetu Jagiellońskiego, badacz fauny i flory tatrzańskiej, jeden z pionierów ochrony przyrody w Polsce. W pobliskiej Łuczy urodził się Stanisław Jan Jabłonowski – hetman wielki koronny. 
W II Rzeczypospolitej siedziba gminy wiejskiej Jabłonów w powiecie kołomyjskim województwa stanisławowskiego.
W 1943 nacjonaliści ukraińscy z OUN-UPA zamordowali tutaj 11 Polaków.
W 1989 liczyło 1834 mieszkańców.
W 2013 liczyło 2056 mieszkańców.